# Passa, Pyrénées-Orientales
Passa är en kommun i departementet Pyrénées-Orientales i regionen Occitanien i södra Frankrike. Kommunen ligger i kantonen Thuir som tillhör arrondissementet Perpignan. År 2022 hade Passa 1 079 invånare.

## Befolkningsutveckling
Antalet invånare i kommunen Passa
| Referens: INSEE |